# Citroën Ami (2020)
De Citroën Ami is een elektrische brommobiel van Citroën die sinds 2020 aangeboden wordt. Deze tweezitter is vernoemd naar de originele Citroën Ami die van 1961 tot 1979 geproduceerd werd. Sinds november 2021 wordt de wagen ook door Opel verkocht als de Opel Rocks-e en vanaf 2023 als de Opel Rocks Electric.
Fiat levert de elektrische brommobiel onder de naam Fiat Topolino.

## Historiek
De Ami werd voorgesteld in februari 2020 en kwam vanaf juni 2020 op de markt. Om de prijs te drukken wordt het wagentje gebouwd in de PSA-fabriek in Kenitra, Marokko. De Ami is verkrijgbaar bij de Citroën-dealers maar kan ook bij Fnac of via het internet besteld worden.
In Nederland werd de Ami officieel niet geleverd. Omdat Nederland meer Duits georiënteerd zou zijn, heeft Stellantis (moederbedrijf van Citroën en Opel) er voor gekozen om de Opel Rocks Electric wel officieel te leveren in Nederland. De Fiat Topolino is sinds augustus 2024 officieel verkrijgbaar in Nederland. Medio december 2024 werd bekend dat de Citroën Ami alsnog in Nederland geleverd wordt.
In mei 2021 werd de My Ami Cargo gelanceerd, een bedrijfswagenvariant waar de passagierszetel vervangen werd door een moduleerbare doos die een laadvolume van bijna 400 liter biedt met een nuttig laadvermogen van 140 kg.
In december 2021 presenteerde Citroën de My Ami Buggy Concept, een studiemodel met offroad-look gebaseerd op de Ami.
Omdat de Ami de status van brommobiel heeft en beperkt is tot 45 km/u is een rijbewijs B niet strikt noodzakelijk. Bestuurders in het bezit van een bromfietsrijbewijs (AM) mogen er in België en Nederland al vanaf 16 jaar de weg mee op.

## Ontwerp
Om kosten te besparen is de carrosserie volledig symmetrisch opgebouwd; niet alleen links-rechts symmetrisch, maar ook voor-achter symmetrisch, op het dak na. Het aantal  verschillende carrosserieonderdelen is sterk beperkt door aan de linker- en de rechterkant identieke onderdelen te gebruiken. Een gevolg van het feit dat de portieren aan beide zijden identiek zijn, is dat ze in tegenovergestelde draairichting openen: de passagier heeft een normaal portier, de bestuurder heeft een zelfmoordportier. Er is geen derde deur, waardoor de opslagruimte alleen toegankelijk is via de twee zijdeuren. Ook de voorbumper en de achterbumper zijn identiek. 
Om gewicht te besparen is het interieur spartaans ingericht: zaken zoals airco en centrale vergrendeling zijn niet beschikbaar. De deuren zijn voorzien van klapraampjes zoals eerder in de Citroën 2CV.

## Specificaties
De Ami is uitgerust met een elektromotor van 6,0 kW (8,1 pk) die de voorwielen aandrijft. In combinatie met een 5,5 kWh lithium-ionbatterij levert dat een actieradius van 75 km op. De batterij kan in drie uur tijd tot 80% opgeladen worden aan een 230V-stopcontact.

## Fotogalerij

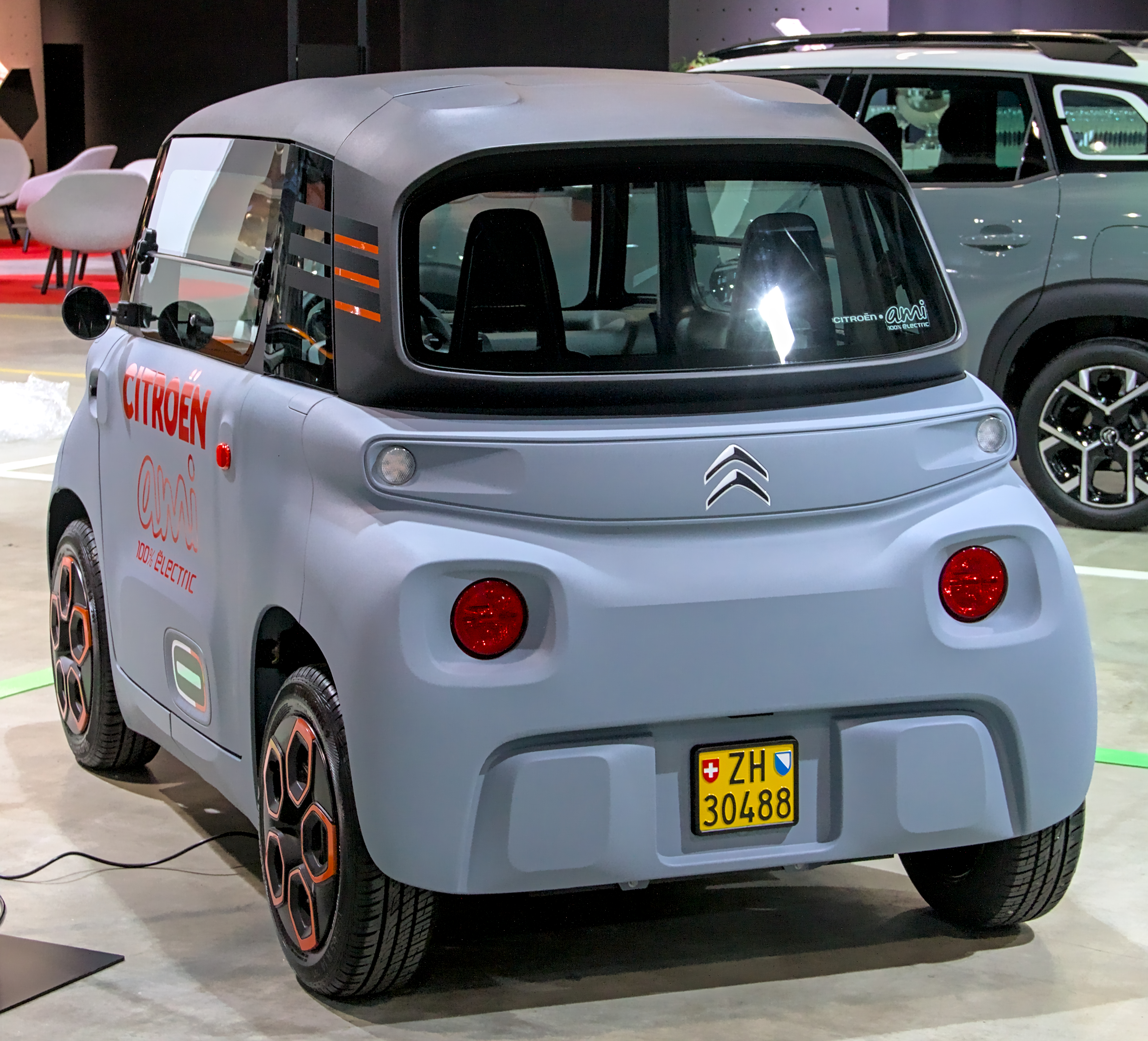
Citroën Ami, achteraanzicht
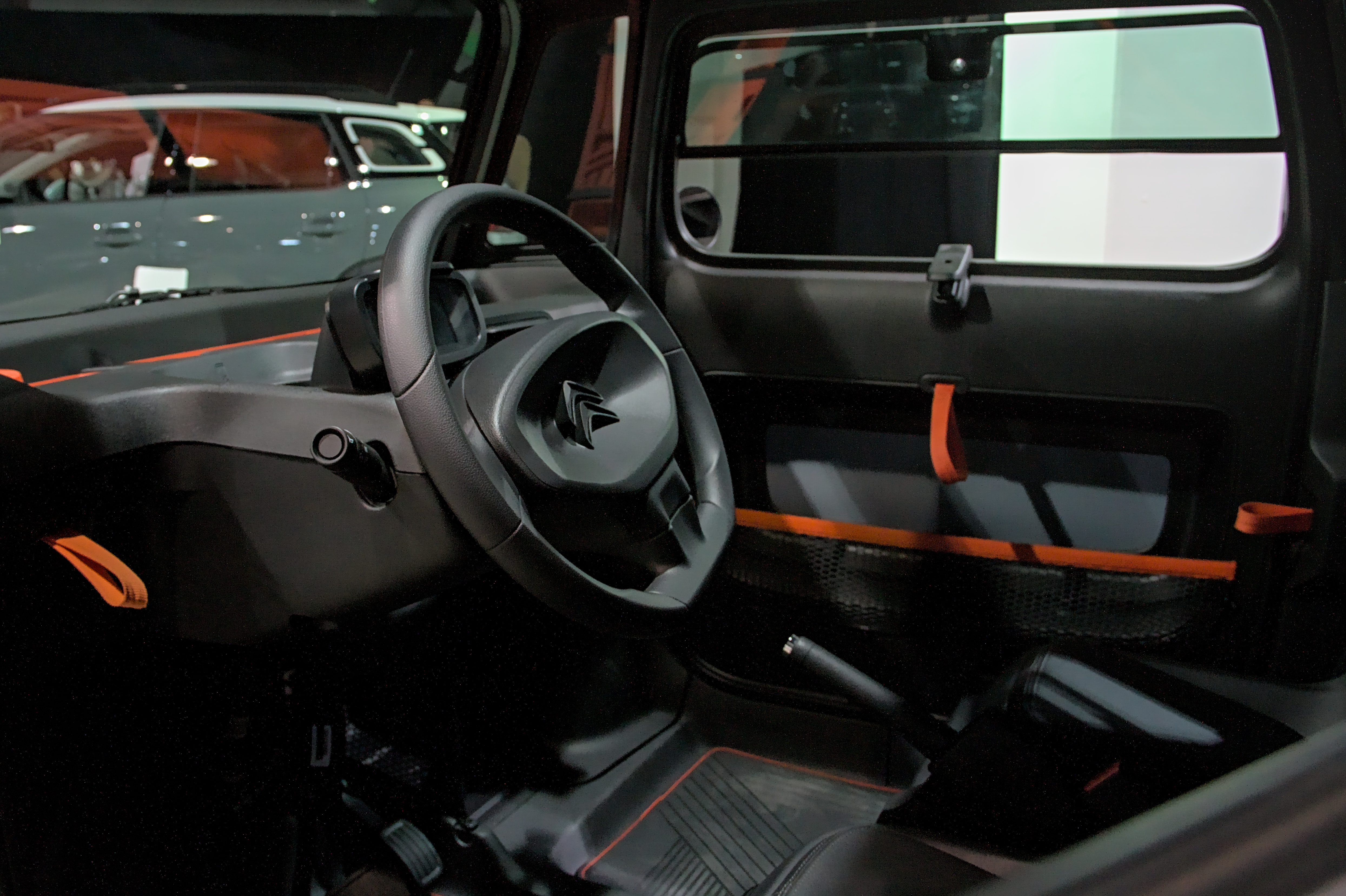
Citroën Ami, interieur
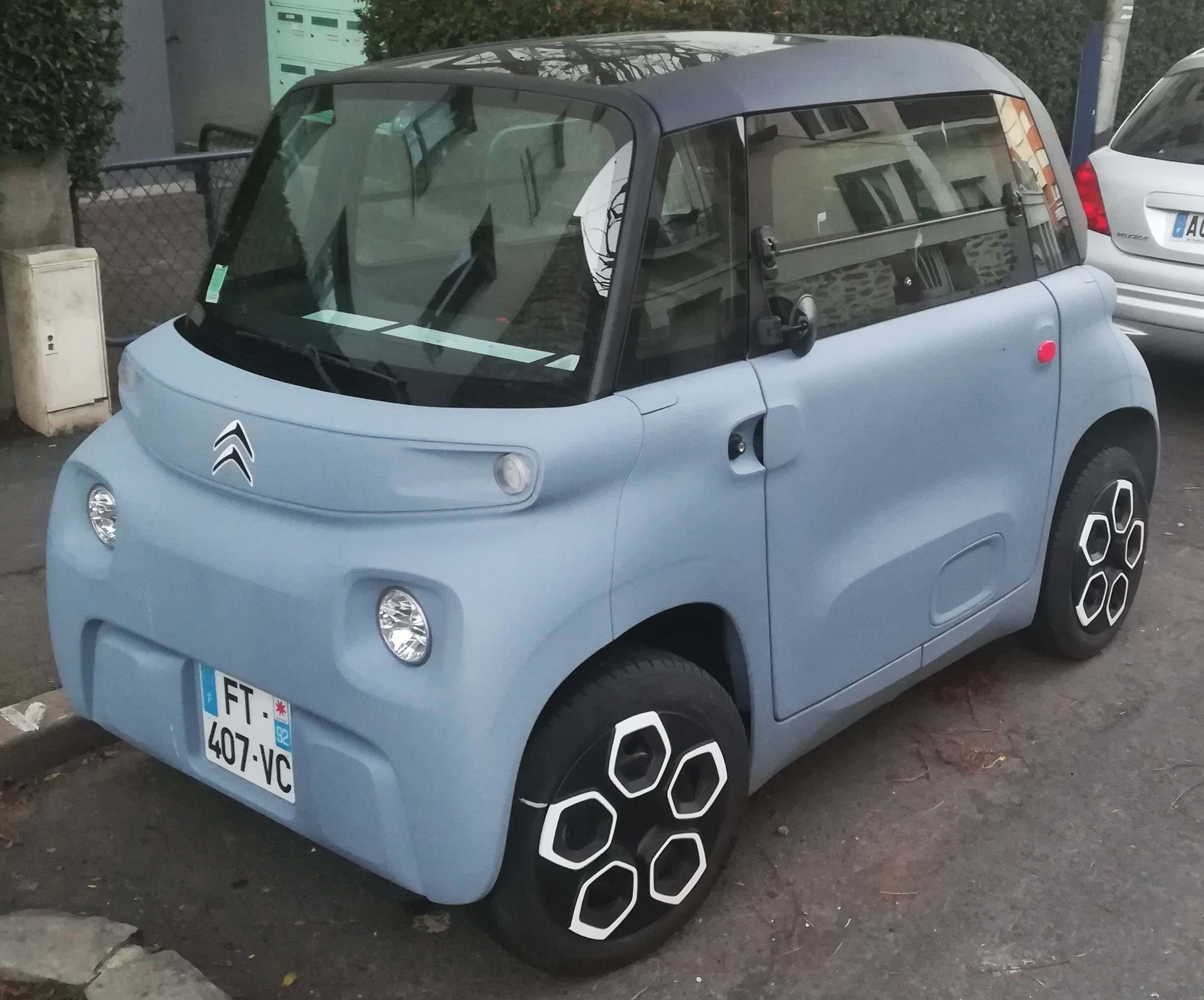
Het zelfmoordportier aan de bestuurderszijde
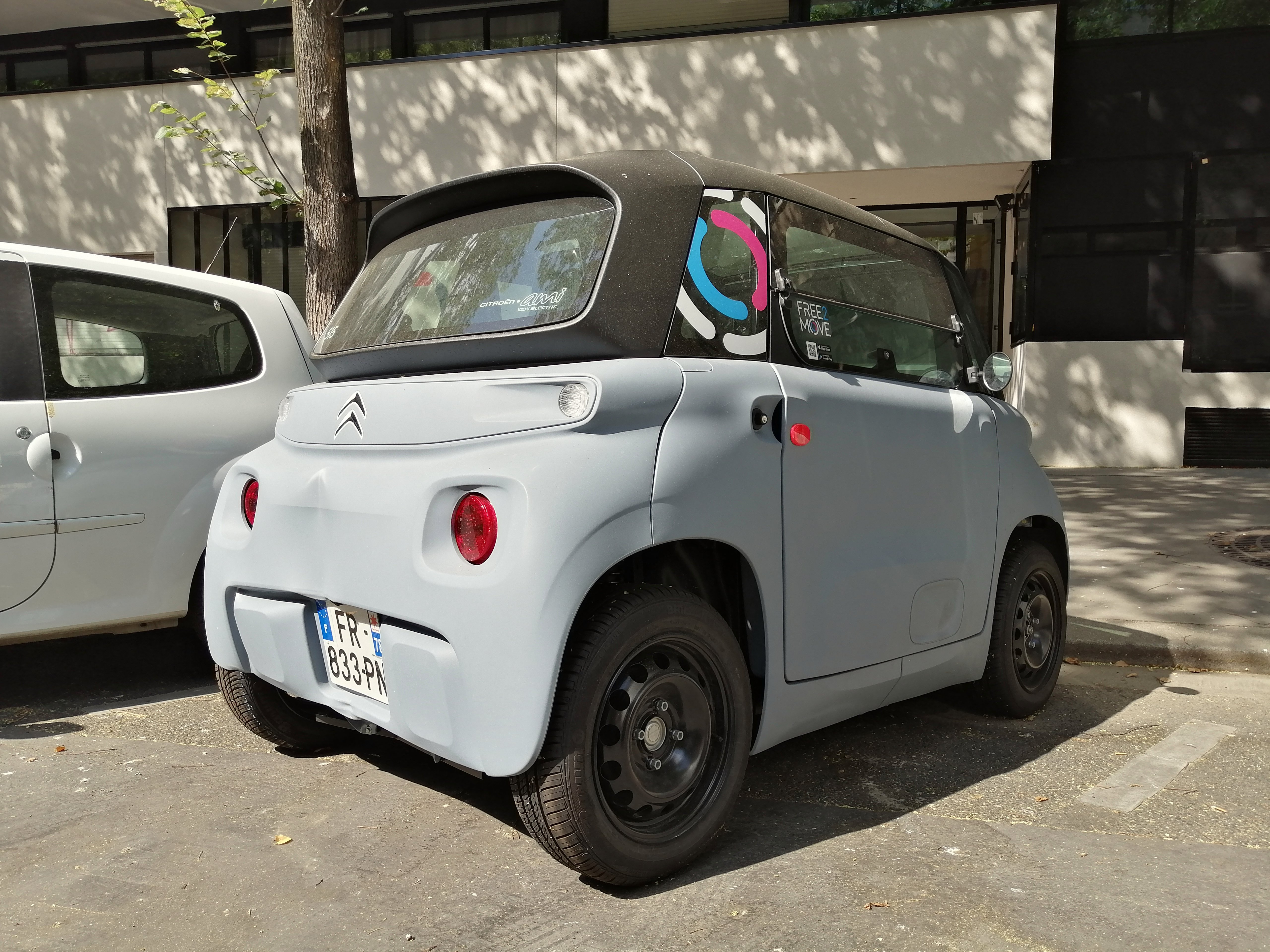
Het normale portier aan de passagierszijde
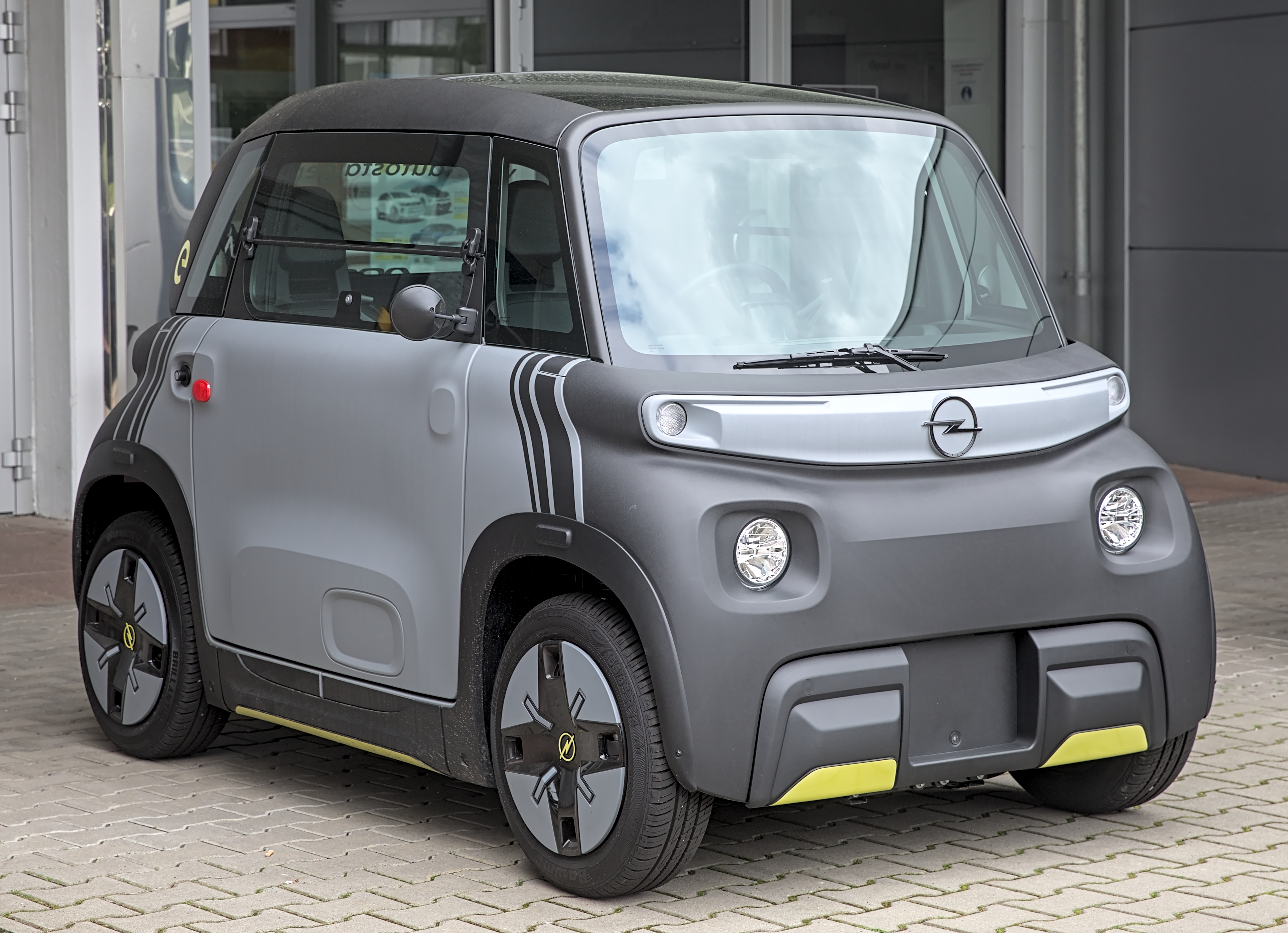
Opel Rocks-e
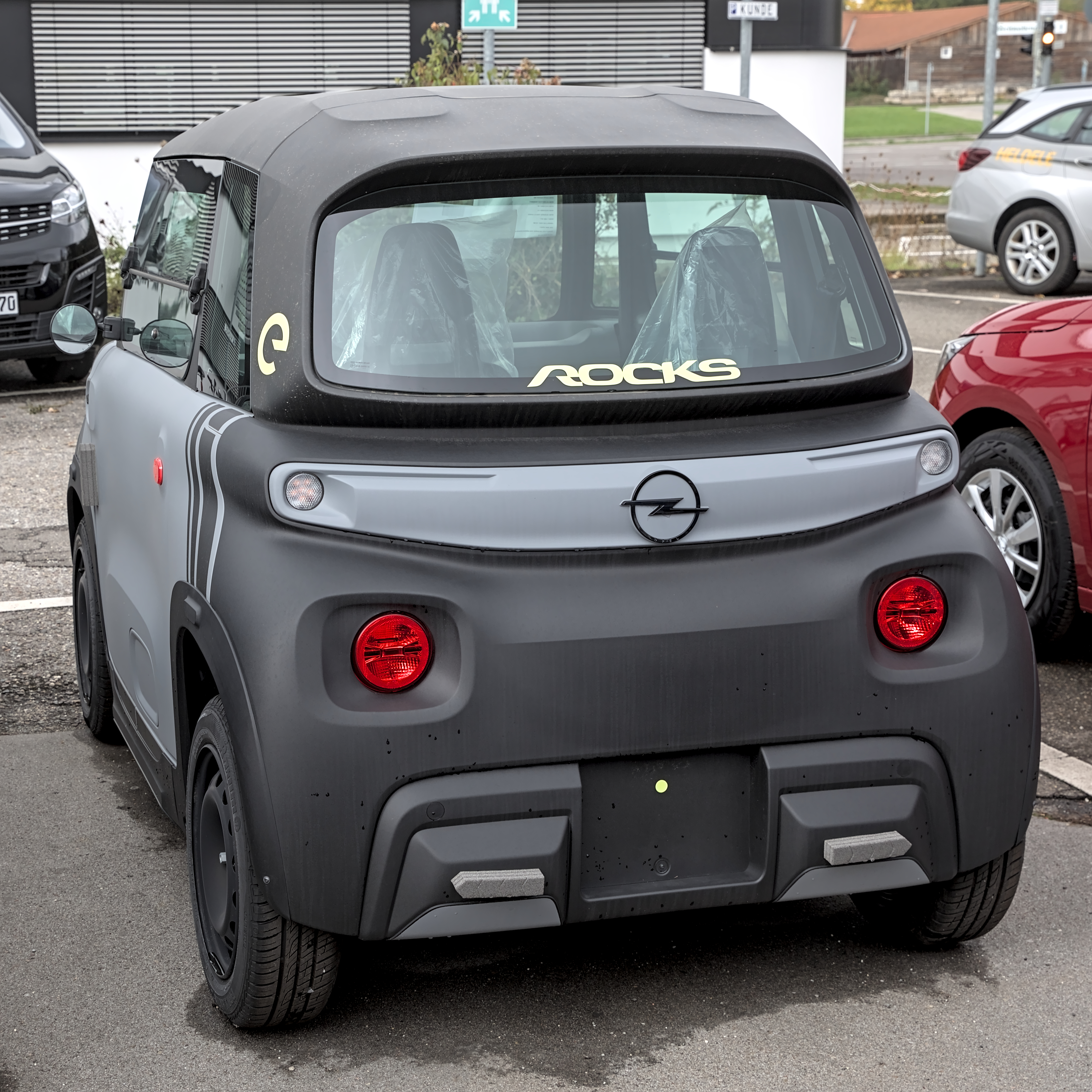
Opel Rocks-e, achteraanzicht
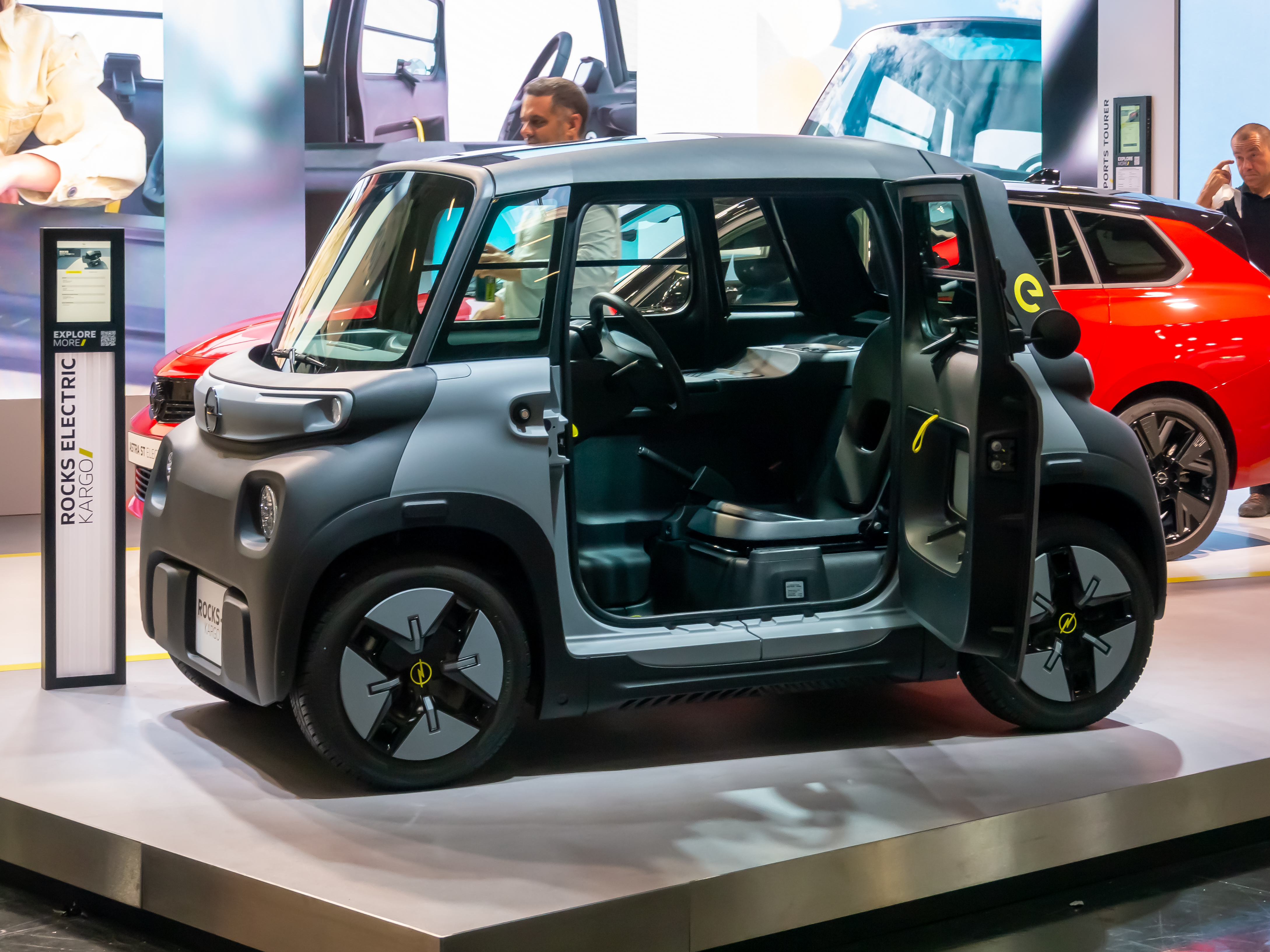
Opel Rocks-e Kargo waarbij de passagierskant uit laadruimte bestaat
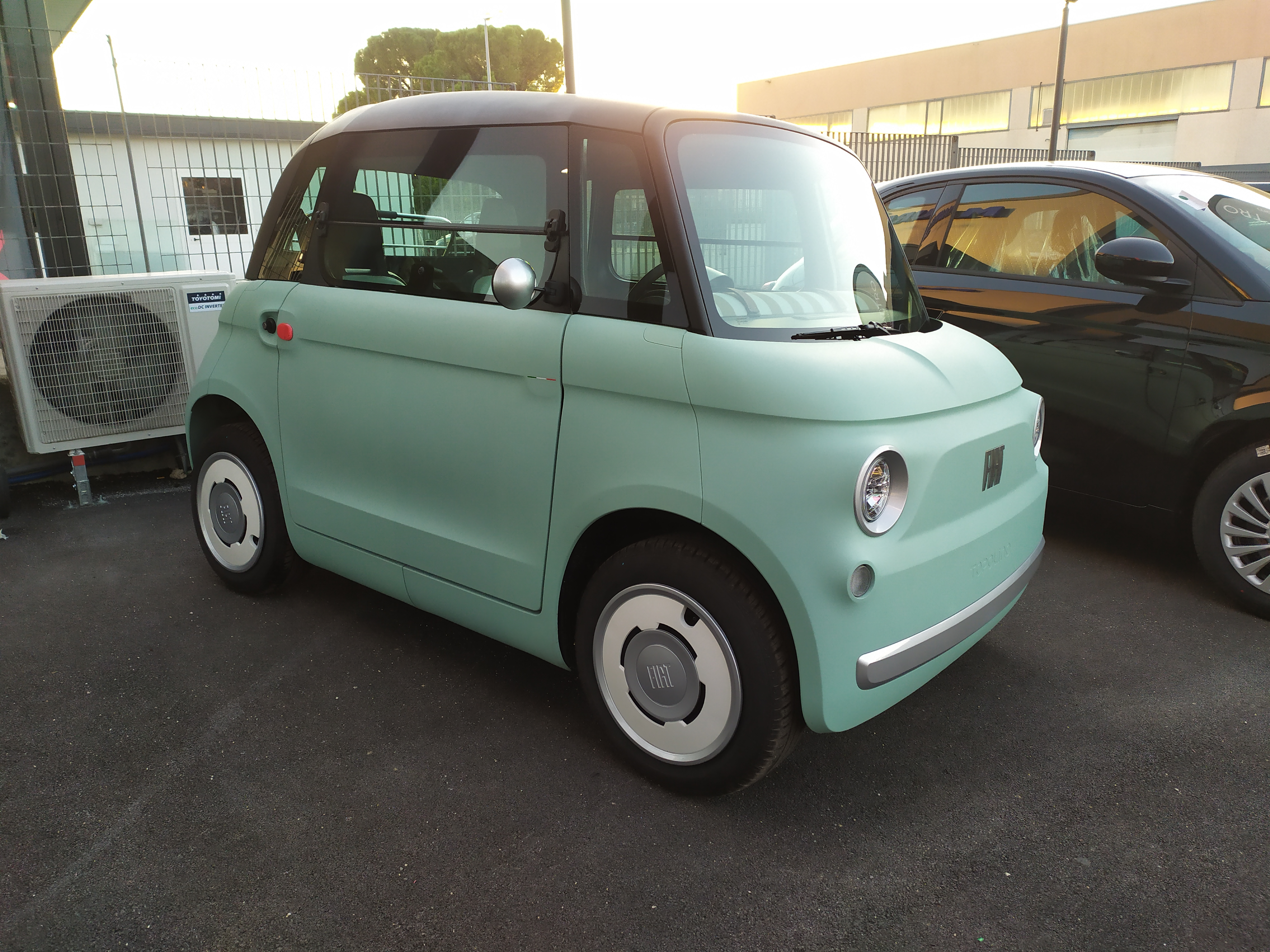
Fiat Topolino
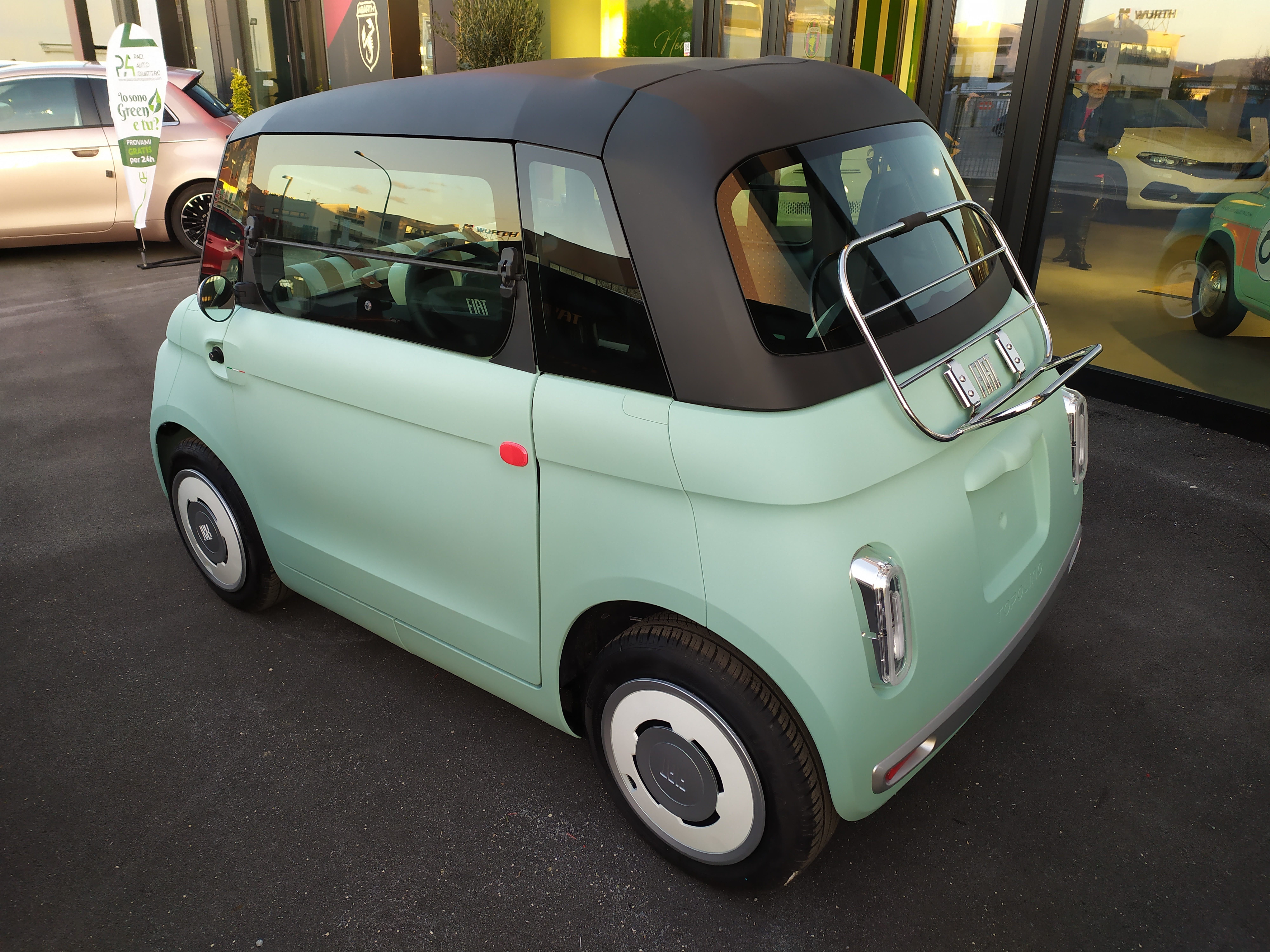
Fiat Topolino, achteraanzicht